# Палац Любомирських (Рівне)

Палац Любомирських — утрачена резиденція князів Любомирських у місті Рівному (нині Україна).

## Відомості

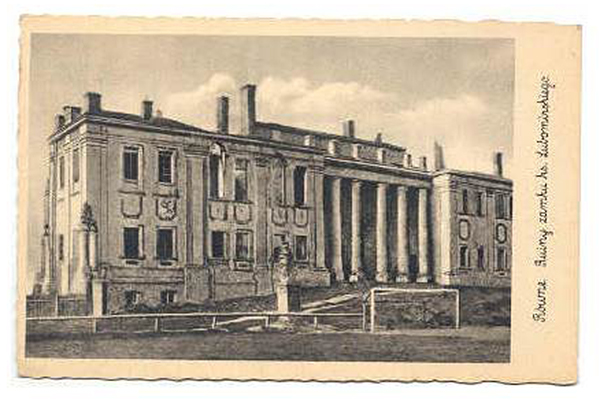
Руїни палацу Любомирських, початок XX століття

Для оздоблення палацу з міста Олеська приїхав працювати різьбяр французького походження Жозеф Леблас.